# Говь-Алтай
Гобі-Алтайський аймак знаходиться у південно-західній частині Монголії, на відстані 1005 км від Улан-Батора, складається з 18 сомонів. Аймак було утворено у 1940 році. Територія 142 тис. км²., населення 72 тис. чол..

## Рельєф, клімат
Найвища точка: Сутай (4108м), Алаг-Хайрхан (3738м), Баян нурту (хребет Дарвіна), висота до 2684 м, Тайшир. Річки: Зуйл, Гаханч, озера: Дургун, Тонхил, Алаг, Шаргин Цагаан. Клімат різкоконтинентальний, середня температура січня -20 градусів, липня +22 градуси, щорічна норма опадів 120 мм. Зона сейсмічної активності (8-9 балів)

## Корисні копалини

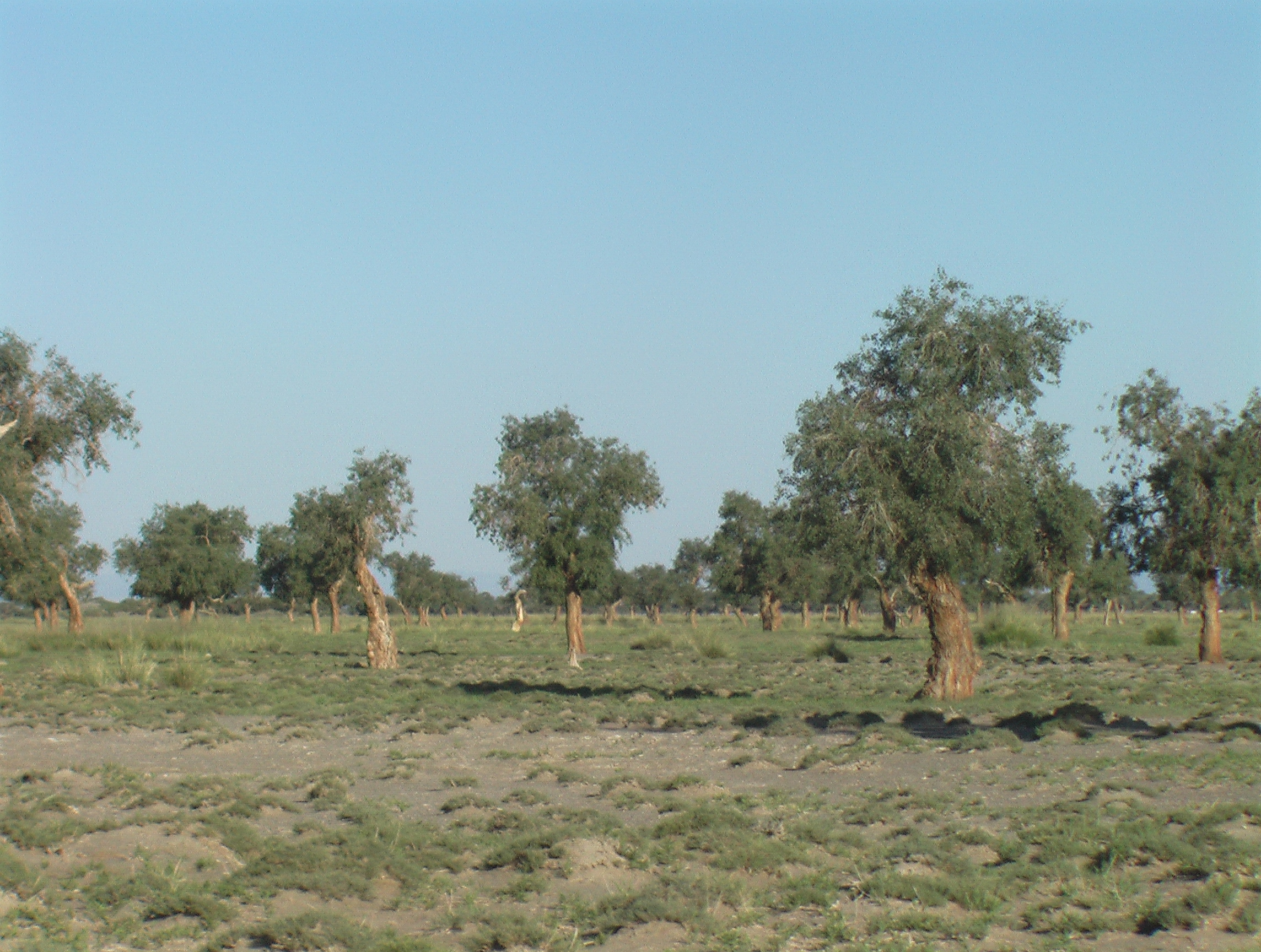
Тополі ефратського в оазі, аймак Говь-Алтай

Великі родовища магнезиту, бокситів, міді, золота, сурми, цинку, свинцю, вугілля, серпентини та, лиственіта.

## Тваринний світ
Водяться вовки, лисиці, архари, корсаки, козулі.

## Адміністративний поділ аймаку
| №п/п | сомон    | Територія тис. кв км | Населення | Центр       |
| 1    | Алтай    | 20                   | 2600      | Баян овоо   |
| 2    | Баян-уул | 5,8                  | 3300      | Баян        |
| 3    | Бігер    | 3,6                  | 3500      | Жаргалант   |
| 4    | Бугат    | 9,07                 | 3000      | Баянгол     |
| 5    | Гуулин   |                      | 1900      | Гуулин      |
| 6    | Дарві    | 3,5                  | 2400      | Дарві       |
| 7    | Делгер   | 6,6                  | 4500      | Тайган      |
| 8    | Жаргалан | 3,7                  | 3200      | Буянбат     |
| 9    | Тайшир   | 4,2                  | 3400      | Цагаан Олом |
| 10   | Тонхіл   | 7,3                  | 3500      | Зуйл        |
| 11   | Тугрик   | 5,4                  | 2800      | Тугруг      |
| 12   | Халіун   | 5,6                  | 3800      | Халіун      |
| 13   | Хухморьт | 6,3                  | 3300      | Сайн Уст    |
| 14   | Цогт     | 16,7                 | 5200      | Тахілт-от   |
| 15   | Цеел     | 5,6                  | 3000      | Цеел-от     |
| 16   | Чандмань | 4,7                  | 2200      | Тал шанд    |
| 17   | Шарга    | 5,5                  | 3200      | Шарга-от    |
| 18   | Ердене   | 26,2                 | 2700      | Сангийн     |

## Промисловість
В аймаку знаходиться родовище вугілля Зеегт, його запаси оцінюються у 94 млн тонн коксівного вугілля, зокрема підтверджені 64 млн.

## Культура
- Краєзнавчий музей Говь-Алтайського аймаку нараховує 7500 експонатів, у тому числі бронзового коня, скульптуру Будди.[1]